# P2 (песня)
«P2» — песня американского рэпера Lil Uzi Vert. Она была выпущена 6 марта 2020, как 16 трек со второго студийного альбома Eternal Atake. Песня достигла 11 места в чарте Billboard Hot 100.

## Описание
Песня является продолжением его сингла «XO Tour Llif3» 2017 года, который занял седьмую строчку в Billboard Hot 100. Uzi давал слушать отрывок песни 5 февраля 2020 года, отвечая фанату в Твиттере.
Песня была спродюсирована TM88, который также спродюсировал первую часть.
Песня содержит ту же мелодию, что и оригинал.

## Отзывы критиков
Трек получил хорошие оценки от критиков. Майкл Сапонара из Billboard поставил трек на четвертое место среди лучших из альбома, поддерживая Uzi «за то, что он столкнулся с непростой задачей - сравниться с его самым большим успехом на сегодняшний день».
Митч Финдли из HotNewHipHop сказал, что трек «впечатляет способностью отдать должное своему предшественнику, но при этом звучит свежо», и добавил, что в некотором смысле трек «даже кажется лучше оригинала».

## Коммерческий результат
Песня достигла 11 номера в чарте Billboard Hot 100.

## Чарты
| Чарт (2020)                              | Высшая позиция |
| ---------------------------------------- | -------------- |
| Канада (Canadian Hot 100)                | 20             |
| Нидерланды (Single Top 100)              | 80             |
| Новая Зеландия (RMNZ)                    | 2              |
| Великобритания (Official Charts Company) | 37             |
| США (Billboard Hot 100)                  | 11             |
| США (Hot R&B/Hip-Hop Songs Billboard)    | 9              |
| США (Hot Rap Songs Billboard)            | 7              |
| США (Rolling Stone Top 100)              | 5              |

## Сертификации
| Регион | Сертификация | Продажи |
| --- | ------------ | ------- |
| США (RIAA) | Золотой      | 500 000 |
| * Данные о продажах приведены только на основе сертификации. ^ Данные о тиражах приведены только на основе сертификации. |              |         |